# Coppa del Mondo di salto con gli sci 2002
La Coppa del Mondo di salto con gli sci 2002, ventitreesima edizione della manifestazione organizzata dalla Federazione Internazionale Sci, ebbe inizio il 23 novembre 2001 a Kuopio, in Finlandia, e si concluse il 23 marzo 2002 a Planica, in Slovenia. Furono disputate 22 delle 23 gare individuali previste, tutte maschili, in 18 differenti località: 1 su trampolino normale e 21 su trampolino lungo (nessuna su trampolino per il volo a causa dell'annullamento dell'unica prova prevista). Furono inserite nel calendario 5 gare a squadre, valide ai fini della classifica per nazioni.
Non venne più venne stilata la classifica di specialità relativa alle gare di volo. Nel corso della stagione si tennero a Salt Lake City i XIX Giochi olimpici invernali e a Harrachov i Campionati mondiali di volo con gli sci 2002, non validi ai fini della Coppa del Mondo, il cui calendario contemplò dunque interruzioni nei mesi di febbraio e marzo.
Il polacco Adam Małysz si aggiudicò la coppa di cristallo, il trofeo assegnato al vincitore della classifica generale; il tedesco Sven Hannawald vinse il Torneo dei quattro trampolini (imponendosi, per la prima volta nella storia della rassegna, in tutte e quattro le prove), il finlandese Matti Hautamäki il Nordic Tournament. Małysz era il detentore uscente sia della Coppa generale, sia del Torneo.

## Risultati
| Data                          | Località               | Nazione   | Trampolino                | Spec. | Primo                                                                          | Secondo                                                                   | Terzo                                                                   |
| ----------------------------- | ---------------------- | --------- | ------------------------- | ----- | ------------------------------------------------------------------------------ | ------------------------------------------------------------------------- | ----------------------------------------------------------------------- |
| 23 novembre 2001              | Kuopio                 | Finlandia | Puijo K120                | LH    | Adam Małysz                                                                    | Martin Schmitt                                                            | Kazuyoshi Funaki                                                        |
| 24 novembre 2001              | Kuopio                 | Finlandia | Puijo K120                | LH    | Risto Jussilainen                                                              | Adam Małysz                                                               | Martin Höllwarth                                                        |
| 1º dicembre 2001              | Titisee-Neustadt       | Germania  | Hochfirst K120            | LH    | Adam Małysz                                                                    | Martin Schmitt                                                            | Stephan Hocke                                                           |
| 2 dicembre 2001               | Titisee-Neustadt       | Germania  | Hochfirst K120            | LH    | Sven Hannawald                                                                 | Adam Małysz                                                               | Andreas Goldberger                                                      |
| 8 dicembre 2001               | Villach                | Austria   | Villacher Alpenarena K90  | NH    | Adam Małysz                                                                    | Matti Hautamäki                                                           | Kazuyoshi Funaki                                                        |
| 9 dicembre 2001               | Villach                | Austria   | Villacher Alpenarena K90  | TL    | Finlandia Veli-Matti Lindström Toni Nieminen Matti Hautamäki Risto Jussilainen | Giappone Kazuya Yoshioka Hideharu Miyahira Noriaki Kasai Kazuyoshi Funaki | Polonia Robert Mateja Wojciech Skupień Łukasz Kruczek Adam Małysz       |
| 15 dicembre 2001              | Engelberg              | Svizzera  | Gross-Titlis-Schanze K120 | LH    | Stephan Hocke                                                                  | Sven Hannawald                                                            | Matti Hautamäki                                                         |
| 16 dicembre 2001              | Engelberg              | Svizzera  | Gross-Titlis-Schanze K120 | LH    | Adam Małysz                                                                    | Simon Ammann                                                              | Martin Koch                                                             |
| 21 dicembre 2001              | Val di Fiemme          | Italia    | Giuseppe Dal Ben K120     | LH    | Adam Małysz                                                                    | Andreas Widhölzl                                                          | Simon Ammann                                                            |
| 22 dicembre 2001              | Val di Fiemme          | Italia    | Giuseppe Dal Ben K120     | LH    | Adam Małysz                                                                    | Simon Ammann                                                              | Andreas Widhölzl                                                        |
| Torneo dei quattro trampolini |                        |           |                           |       |                                                                                |                                                                           |                                                                         |
| 30 dicembre 2001              | Oberstdorf             | Germania  | Schattenberg K115         | LH    | Sven Hannawald                                                                 | Martin Höllwarth                                                          | Simon Ammann                                                            |
| 1º gennaio 2002               | Garmisch-Partenkirchen | Germania  | Große Olympiaschanze K115 | LH    | Sven Hannawald                                                                 | Andreas Widhölzl                                                          | Adam Małysz                                                             |
| 4 gennaio 2002                | Innsbruck              | Austria   | Bergisel K120             | LH    | Sven Hannawald                                                                 | Adam Małysz                                                               | Martin Höllwarth                                                        |
| 6 gennaio 2002                | Bischofshofen          | Austria   | Paul Ausserleitner K120   | LH    | Sven Hannawald                                                                 | Matti Hautamäki                                                           | Martin Höllwarth                                                        |
| 12 gennaio 2002               | Willingen              | Germania  | Mühlenkopf K130           | LH    | Sven Hannawald                                                                 | Matti Hautamäki                                                           | Veli-Matti Lindström                                                    |
| 13 gennaio 2002               | Willingen              | Germania  | Mühlenkopf K130           | TL    | Austria Martin Höllwarth Andreas Goldberger Stefan Horngacher Andreas Widhölzl | Finlandia Veli-Matti Lindström Tami Kiuru Janne Ahonen Matti Hautamäki    | Germania Christof Duffner Stephan Hocke Sven Hannawald Martin Schmitt   |
| 19 gennaio 2002               | Zakopane               | Polonia   | Wielka Krokiew K116       | LH    | Matti Hautamäki                                                                | Sven Hannawald                                                            | Andreas Widhölzl                                                        |
| 20 gennaio 2002               | Zakopane               | Polonia   | Wielka Krokiew K116       | LH    | Adam Małysz                                                                    | Sven Hannawald                                                            | Matti Hautamäki                                                         |
| 24 gennaio 2002               | Hakuba                 | Giappone  | Hakuba K120               | LH    | Andreas Widhölzl                                                               | Stefan Horngacher Martin Koch                                             |                                                                         |
| 26 gennaio 2002               | Sapporo                | Giappone  | Ōkurayama K120            | LH    | Andreas Widhölzl                                                               | Martin Koch                                                               | Noriaki Kasai                                                           |
| 27 gennaio 2002               | Sapporo                | Giappone  | Ōkurayama K120            | TL    | Austria Stefan Horngacher Wolfgang Loitzl Martin Koch Andreas Widhölzl         | Giappone Hideharu Miyahira Hiroki Yamada Noriaki Kasai Kazuyoshi Funaki   | Finlandia Jussi Hautamäki Pekka Salminen Kimmo Yliriesto Janne Ylijärvi |
| Nordic Tournament             |                        |           |                           |       |                                                                                |                                                                           |                                                                         |
| 1º marzo 2002                 | Lahti                  | Finlandia | Salpausselkä K116         | LH    | Martin Schmitt                                                                 | Adam Małysz                                                               | Robert Kranjec                                                          |
| 2 marzo 2002                  | Lahti                  | Finlandia | Salpausselkä K116         | TL    | Finlandia Matti Hautamäki Veli-Matti Lindström Risto Jussilainen Janne Ahonen  | Slovenia Primož Peterka Igor Medved Robert Kranjec Peter Žonta            | Germania Christof Duffner Stephan Hocke Michael Uhrmann Martin Schmitt  |
| 13 marzo 2002                 | Falun                  | Svezia    | Lugnet K115               | LH    | Matti Hautamäki                                                                | Martin Schmitt                                                            | Janne Ahonen Sven Hannawald                                             |
| 15 marzo 2002                 | Trondheim              | Norvegia  | Granåsen K120             | LH    | Matti Hautamäki                                                                | Adam Małysz                                                               | Sven Hannawald                                                          |
| 17 marzo 2002                 | Oslo                   | Norvegia  | Holmenkollen K115         | LH    | Simon Ammann                                                                   | Sven Hannawald                                                            | Adam Małysz                                                             |
| 23 marzo 2002                 | Planica                | Slovenia  | Letalnica K185            | TL    | Finlandia Matti Hautamäki Veli-Matti Lindström Risto Jussilainen Janne Ahonen  | Germania Christof Duffner Martin Schmitt Michael Uhrmann Sven Hannawald   | Austria Martin Koch Andreas Widhölzl Andreas Goldberger Wolfgang Loitzl |
| 24 marzo 2002                 | Planica                | Slovenia  | Letalnica K185            | FH    | annullata                                                                      | annullata                                                                 | annullata                                                               |

Legenda:

NH = trampolino normale

LH = trampolino lungo

FH = volo con gli sci

TL = gara a squadre

## Classifiche

### Generale
| Pos. | Nome              | Nazione   | Punti |
| ---- | ----------------- | --------- | ----- |
| 1    | Adam Małysz       | Polonia   | 1475  |
| 2    | Sven Hannawald    | Germania  | 1259  |
| 3    | Matti Hautamäki   | Finlandia | 1048  |
| 4    | Andreas Widhölzl  | Austria   | 874   |
| 5    | Martin Schmitt    | Germania  | 795   |
| 6    | Martin Höllwarth  | Austria   | 737   |
| 7    | Simon Ammann      | Svizzera  | 628   |
| 8    | Martin Koch       | Austria   | 561   |
| 9    | Stephan Hocke     | Germania  | 508   |
| 10   | Risto Jussilainen | Finlandia | 474   |

### Torneo dei quattro trampolini

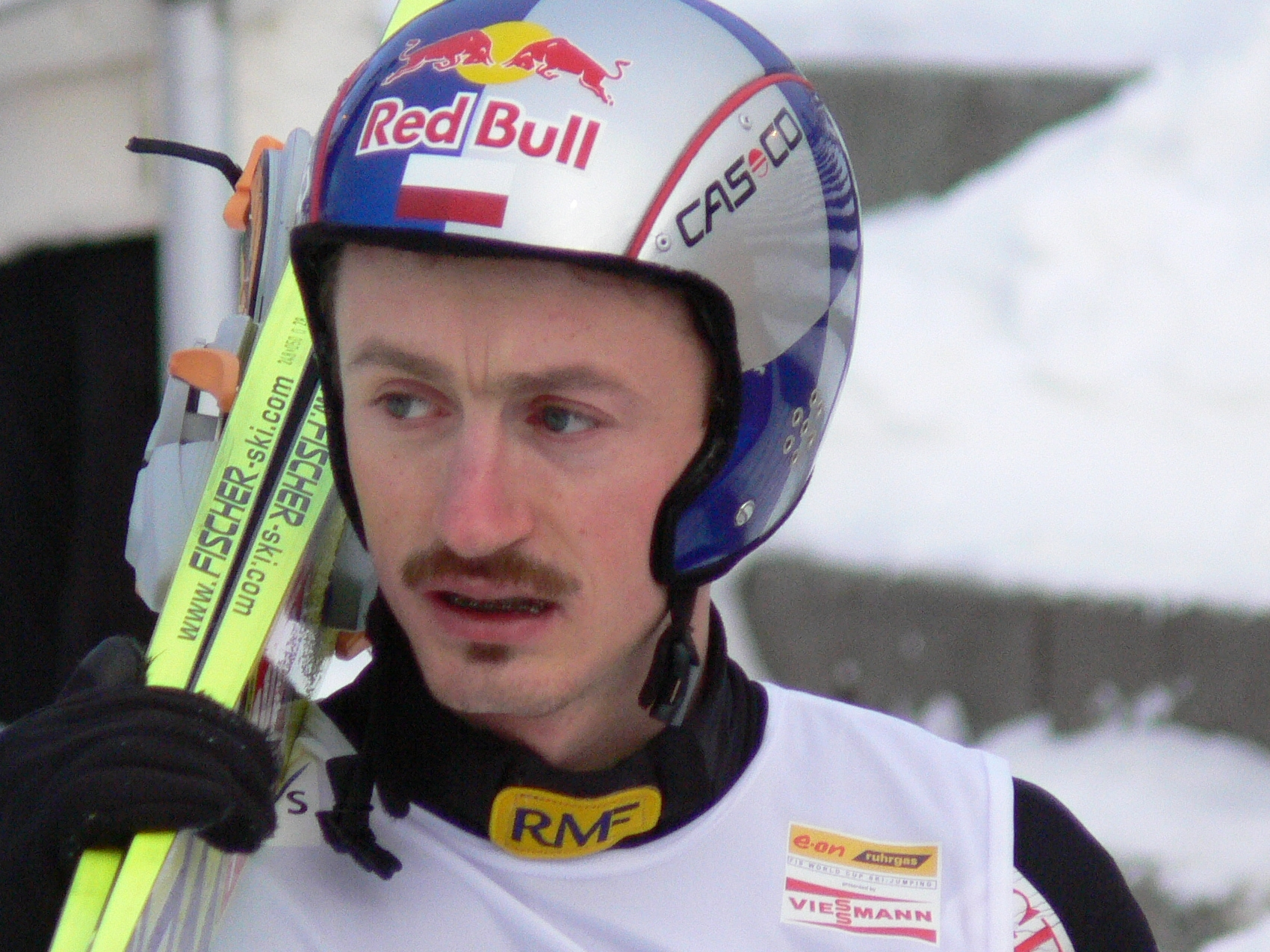
Adam Małysz

| Pos. | Nome             | Nazione   | Punti |
| ---- | ---------------- | --------- | ----- |
| 1    | Sven Hannawald   | Germania  | 1078  |
| 2    | Matti Hautamäki  | Finlandia | 1021  |
| 3    | Martin Höllwarth | Austria   | 1016  |
| 4    | Adam Małysz      | Polonia   | 993   |
| 5    | Andreas Widhölzl | Austria   | 980   |

### Nordic Tournament
| Pos. | Nome            | Nazione   | Punti |
| ---- | --------------- | --------- | ----- |
| 1    | Matti Hautamäki | Finlandia | 277   |
| 2    | Adam Małysz     | Polonia   | 265   |
| 3    | Martin Schmitt  | Germania  | 256   |
| 4    | Simon Ammann    | Svizzera  | 226   |
| 5    | Janne Ahonen    | Finlandia | 205   |

### Nazioni

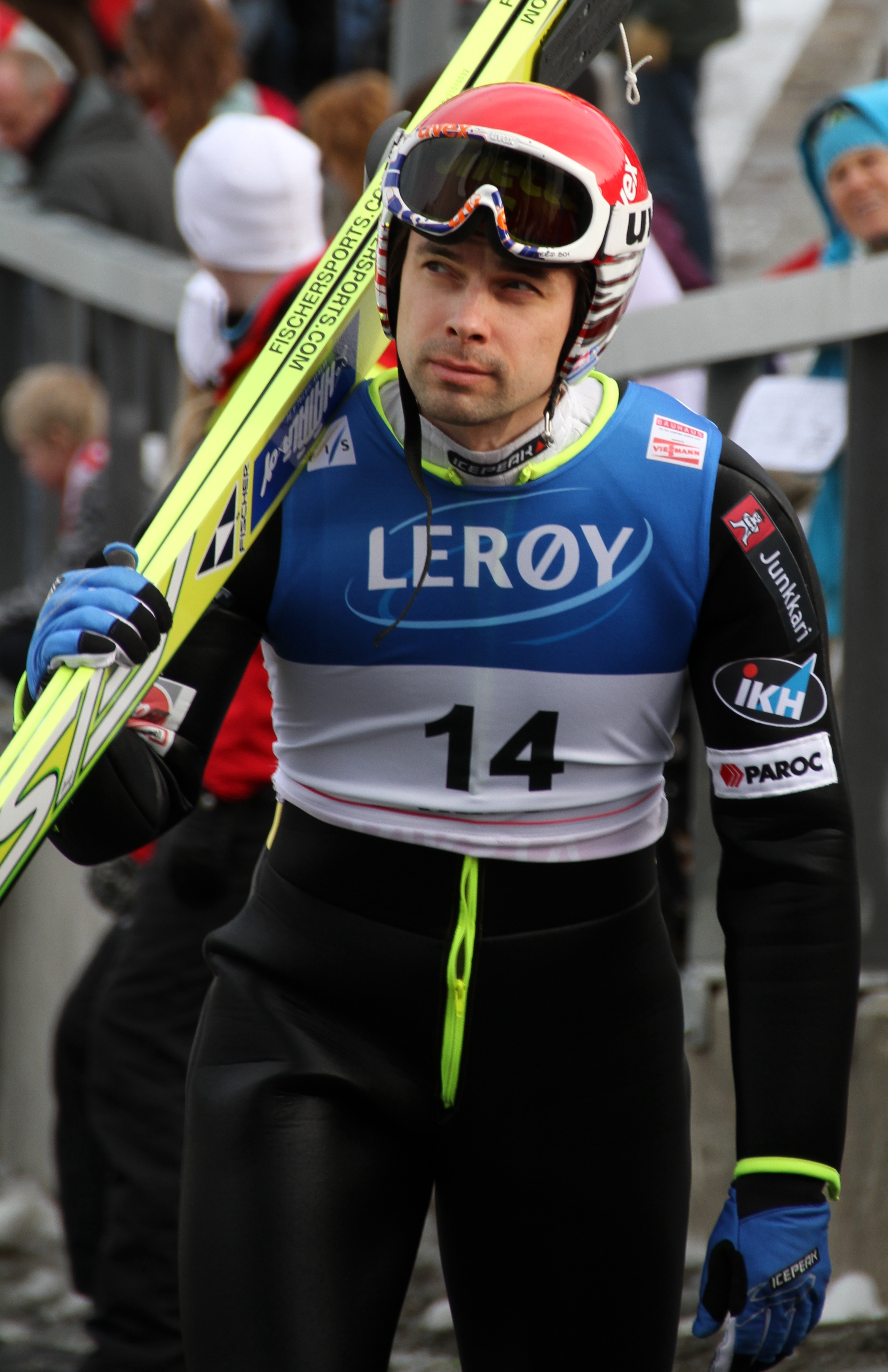
Matti Hautamäki

| Pos. | Nazione   | Punti |
| ---- | --------- | ----- |
| 1    | Germania  | 4812  |
| 2    | Austria   | 4761  |
| 3    | Finlandia | 4691  |
| 4    | Giappone  | 2721  |
| 5    | Slovenia  | 2188  |